# Maurício Alves Peruchi
Maurício Alves Peruchi  eller Maurício, född 2 januari 1990 i Montanha i Espírito Santo, död 12 april 2014 nära Saint-Quentin i Frankrike, var en brasiliansk fotbollsspelare. Han påbörjade sin karriär i Fluminense FC och spelade sist för US Boulogne.
Villarreal CF köpte Maurício från Fluminense FC för 700 000 euro.
Alves Peruchi omkom den 12 april 2014 i en trafikolycka i Frankrike.